# Municipio de York (Dakota del Norte)
El municipio de York (en inglés, York Township) es un municipio del condado de Benson, Dakota del Norte, Estados Unidos. Según el censo de 2020, tiene una población de 35 habitantes.

## Geografía
Está ubicado en las coordenadas 48°19′25.1″N 99°31′59.9″O / 48.323639, -99.533306 (48.323633, -99.533303).  Según la Oficina del Censo de los Estados Unidos, tiene una superficie total de 94.09 km², de la cual 93.38 km² corresponden a tierra firme y 0.71 km² es agua.

## Demografía
Según el censo de 2020, hay 35 personas residiendo en la zona. La densidad de población es de 0,37 hab./km². El 97.14 % de los habitantes son blancos y el 2.86% es afroamericano. Del total de la población, el 2.86 % es hispano o latino.